# Enrique Liporace
Enrique Antonio Liporace (Buenos Aires, 10 de junio de 1941-27 de enero de 2024) fue un actor de teatro, cine y televisión argentino. Incursionó como guionista de la película La Cola en 2011. Además de su vasta trayectoria de más de 50 años en Argentina también trabajó en Italia y España.

## Teatro
- Según pasan los años (1968)
- Rebotín (1973)
- Al vencedor (1982)
- Knepp (1984)
- Dar la vuelta (1999)
- Pizza Man y Dos mujeres atormentadas ... cuando el delivery se pone caliente (2001) - Director
- El hombre ideal (2002) - Director
- La demolición (2003)
- El pan de la locura (2005 - 2006)
- El nuevo mundo (2007)
- Cremona (2008)
- Más respeto que soy tu madre (2009/10/11/12/13)
- La opinión de Amy (2010)
- Más respeto, que soy tu madre 2 (2015 - 2016)

## Cine
- La terraza (1963) - Horacio
- Las mujeres los prefieren tontos (1964) -
- Los guerrilleros (1965) -
- Orden de matar (1965) -
- El ojo de la cerradura (1966) -
- El día que me quieras (1969) - Julio de Piñedo
- Bajo el signo de la patria (1971) -
- Vuelvo a vivir, vuelvo a cantar (1971) -
- La sartén por el mango (1972) -
- ¡Quiero besarlo señor! (1973) -
- La casa del amor (1973) -
- Allá donde muere el viento (1976) -
- Toto Paniagua, el rey de la chatarra (1980) -
- Tiempo de revancha (1981) - Ingeniero Basile
- La pulga en la oreja (1981) -
- Últimos días de la víctima (1982) - Peña
- Los gatos (Prostitución de alto nivel) (1985) -
- Sin querer, queriendo (1985) -
- Seguridad personal (1986) -
- Las esclavas (1987) - Graciano
- Tres alegres fugitivos (1988) -
- Después de ayer (1989) - Raúl
- Deliciosamente peligrosa (1989) -
- Buenos Aires, háblame de amor (1991) - Caldareli
- El acompañamiento (1991) -
- Eva Perón (1996) - Raúl Apold
- Martín (Hache) (1997) -
- Fuga de cerebros (1998) - Sosa
- Peligro nuclear (1999) -
- Comisario Ferro (1999) -
- Causa efecto (2001) -
- Bolivia (2001) - Enrique Galmes
- Un oso rojo (2002) - Güemes
- Temporal (2002) - Castro
- No sabe, no contesta (2002) - El padre de Joaquín
- Héroes del silencio (2002) - Ministro del interior
- Ensayo (2003) -
- El marfil (2004) - Jorge
- Peligrosa obsesión (2004) -
- Chiche Bombón (2004) - Manrique
- Paredón, paredón (2005) -
- La muerte conoce tu nombre (2005)
- Partiendo átomos (2005) - Doctor
- Plástico cruel (2005) - Bombón
- Le sang du châtiment (2005) -
- La demolición (2005) -
- Paraíso, paraíso (2006) -
- La loma... no todo es lo que aparenta (2007) - Comisario Ramírez
- Vacas gordas (2007) -
- La soledad (2007) - Enrique
- Death Knows Your Name (2007) -
- Dying God (2008) - Angelo
- Clarisa ya tiene un muerto o A los ojos de Dios (2008 en España) - Rogelio Flores
- Fantasmas de la noche (2009)
- Franzie (2010) - Emanuel
- La cola (2011) - Oscar Segurola (intérprete - guionista - productor asociado)
- Hipólito (2011)
- El grito de la sangre (2012) - Patrón / Don Clemente
- Ruleta rusa (2018) - Parra
- El jardín de la clase media (2018)
- Man-Beast (Círculo de sangre) (2019)
- Punto muerto (2019)
- La mujer que estaba sola y se cansó de esperar (2019)

## Televisión
- Todo el año es navidad (1957)
- Los hermanos (1965) -
- La señora Ana Luce sus medallas (1967) - Carlos
- Ella, la gata (1967) -
- La chica del bastón (1968)
- Estrellita, esa pobre campesina (1968) -
- Esto es teatro: Casarse con una viuda, que cosa más peliaguda (1970) - Carmelo
- La pecosa (1971-1972) - Mauricio Ferrán
- Vivir por amor (1977) - Humberto Navarrete
- Mañana puedo morir (1979) -
- Dónde pueda quererte (1980) -
- Rosa... de lejos (1980) - George Darín
- Lorenza (1981) - César Saavedra de Campos
- El pulpo negro (1985) - Oscar
- El lobo (1986) -
- El infiel (1985) - Federico
- Grecia (1987) - Iván
- Rebelde (1989) - Vicente
- Basta para mí (1990)
- Buenos Aires, háblame de amor (1991)
- Es tuya... Juan (1991) - Roque Villegas
- Poliladron (1996) Zarini
- Drácula (miniserie) (1999)
- Un cortado, historias de café (2001)
- Contrafuego (2002) -
- Resistiré (2003) - Aníbal Gamboa
- Los Roldán (2004) - Varela
- El hombre largo (Telefilm, 2004) - Álvarez
- Una familia especial (2005) - Paco Larrondo
- Mujeres asesinas: 
  - Ema, costurera (2006)
  - Soledad, cautiva (2006)
  - Ana María Soba, heredera impaciente (2005)
  - Margarita, la maldita (2005)
- Amas de casa desesperadas (2006)
- Doble venganza (2006) - Hugo
- Montecristo (2006)
- Urgente (2007)
- Reparaciones (2007) - Armando
- El pacto (2011) - Rafael Rosemberg
- Adictos (2011) - Roberto Aguirre
- La dueña (2012) - Renzo Pereyra Lucena
- 23 pares (2012)
- Historia de un clan (2015) - Gustavo Bonomi (Gustavo Contepomi)
- Educando a Nina (2016) - José Peralta
- El marginal (2016) - "El Verruga"

## Premios
- Premios Cóndor de Plata (2001): Mejor actor de reparto (Bolivia)